# Nerdologia
Nerdologia é um canal brasileiro sobre divulgação científica no YouTube que conta com mais de dois milhões de inscritos. Apresenta semanalmente dois vídeos, às terças-feiras assuntos relacionados a história, política e sociedade sob a narração de Filipe Figueiredo, historiador formado pela Universidade de São Paulo (USP), e às quintas-feiras por Atila Iamarino, doutor em microbiologia pela USP, reproduções acerca de tecnologia, física, química e biologia, ambos apresentam as explicações científicas sobre diferentes áreas do conhecimento com as devidas fontes de pesquisa nas descrições dos vídeos.

## História
O canal Nerdologia, projeto capitaneado pelo biólogo e pesquisador Átila Iamarino, está presente no Youtube desde outubro de 2013.
A periodicidade dos vídeos, a princípio disponibilizados era de semanalmente às 11 horas das quintas-feiras, no entanto foi ampliada para duas postagens semanais, às terças e quintas-feiras, a partir do episódio 135, de 24 de maio de 2016. A partir de então, Átila passou a contar com a parceria de Filipe Figueiredo nas edições de terça-feira, identificadas como "Nerdologia de História".
Nos primeiros vídeos, a mensagem era claramente direcionada ao segmento nerd. Na primeira postagem, inclusive, Atila dirige-se ao público com a saudação “Olá, Nerds!”. Essa se repete até o duodécimo episódio. Já nos seguintes, a palavra nerds foi excluída. Ao longo do tempo, as postagens foram sendo adaptadas para aproximar-se dum público mais amplo, com menos referências a um grupo específico.
Os vídeos possuem de cinco a oito minutos de duração. O padrão visual manteve-se quase inalterado desde sua criação: sobre uma tela que simula um quadro negro, as informações são escritas ou desenhadas em giz. São complementadas por ilustrações, colagens de fotos, animações e segmentos de vídeo que remetem a filmes, seriados e livros relacionados ao tema. Com o apoio dessas ferramentas típicas da linguagem audiovisual, o apresentador constrói uma narrativa ágil para explicar e expandir o assunto que motivou o episódio.

A respeito da criação do canal, disse o seu fundador:
| “                                   | O Nerdologia existe porque eu sempre estive muito envolvido com a divulgação científica. A premissa é ser um canal científico, mas com uma camadinha de açúcar. | ” |
| — Atila Iamarino, fundador do canal | |   |